# Massacre de Saasa

Forças israelenses durante a invasão da vila

O massacre de Sa'sa' refere-se a dois massacres cometidos pelas forças do Haganah durante 1948 na aldeia de Sa'sa'. A primeira ocorreu em meados de fevereiro de 1948 e a segunda no final de outubro de 1948.
Na noite de 14 para 15 de fevereiro, as forças israelenses destruíram vinte casas com seus proprietários dentro, resultando na morte de cerca de 60 moradores da vila, a maioria mulheres e crianças. Quanto ao segundo massacre, ocorreu no dia 30 de outubro, quando a aldeia foi ocupada no contexto da Operação Hiram.

## Detalhes
Sa'sa' era uma vila palestina no distrito de Safad, 31 km a nordeste de Safed e 4 km da fronteira com o Líbano. Sua população em 1945 era de 1 130 pessoas. As forças do Haganah cometeram dois massacres em Sa'sa' durante um ano em 1948, e eles o ocuparam enquanto o Mandato Britânico estava em vigor na Palestina. O primeiro massacre ocorreu em meados de fevereiro de 1948 e o segundo no final de outubro de 1948.

### Fevereiro de 1948
Na noite de 14 para 15 de fevereiro de 1948, uma força do Terceiro Batalhão Palmach da Haganah atacou a vila de Sa'sa', sob o pretexto de que a vila era usada como base para combatentes palestinos, de acordo com o Livro de História da Haganah. No entanto, a imprensa da época negou a alegação de que a vila estava sendo usada como base militar. As ordens emitidas por Yigal Allon, o comandante do Palmach no norte, ao comandante do batalhão, Moshe Kalman, eram para explodir vinte casas e atingir o maior número possível de combatentes. Segundo Ilan Pappe, as ordens estipulavam que "os combatentes" deveriam ler "os aldeões".
No meio da noite, os pistoleiros se infiltraram na aldeia e plantaram explosivos ao redor das casas e acenderam detonadores. O resultado foi que 20 casas foram destruídas sobre as cabeças de seus proprietários, apesar do fato de que as pessoas da aldeia haviam levantado armas brancas bandeiras. Como resultado, cerca de 60 aldeões, a maioria mulheres e crianças, foram mortos. Então os militantes se retiraram na calada da noite. Moshe Kelman declarou sobre a operação: "A Operação Sa'sa não foi uma ocupação militar em plena luz do dia, mas sim uma operação noturna de ataque e fuga baseada em uma rápida incursão no território do inimigo, surpreendendo-o e atingindo-o."[6] O jornal New York Times considerou o ataque uma prova de que as forças sionistas haviam iniciado o ataque no norte da Galiléia.

### Outubro de 1948
Quanto ao segundo massacre, foi cometido em 30 de outubro de 1948, como parte da implementação da Operação Hiram para ocupar a Galiléia. O plano traçado para a Operação Hiram centrava-se na aldeia de Sa'sa, situada numa encruzilhada de especial importância estratégica. Quatro brigadas israelenses participaram da operação, e a Shafie (Sétima) Brigada lançou a operação terrestre básica. Onde ele avançou de Safed e ocupou a aldeia de Meron, a aldeia de Safsaf e Jabal Al-Jarmaq, que domina a aldeia de Sa'sa'. Em seguida, ele bombardeou a aldeia de sua posição em Jabal Al-Jarmaq com todos os tipos de armas, em preparação para invadi-la, apesar da falta de resistência nela. Então o ataque terrestre começou, então a aldeia foi ocupada, dezenas de moradores foram mortos e o restante foi expulso. Há alegações de crimes de guerra neste momento. Onde o Chefe do Estado-Maior do Haganah, Yisrael Galili, relatou sobre o massacre de Sa'sa': "A operação para ocupar a aldeia de Sa'sa' foi realizada pela Sétima Brigada, Sheva', que a capturou facilmente, e que a unidade realizou assassinatos em massa na aldeia como resultado". Uma investigação oficial conduzida pelo Major Emmanuel Yalan indicou que alguns aldeões, incluindo idosos, podem ter sido mortos depois que a aldeia foi ocupada. No entanto, os arquivos relevantes permanecem fechados para os historiadores.

## A aldeia depois da ocupação
O historiador palestino Walid Al-Khalidi descreveu os restos da vila em 1992: "Ainda existem algumas oliveiras antigas onde costumavam estar, e várias casas e paredes ainda estão de pé. Algumas dessas casas são atualmente utilizadas pelos habitantes da colônia; Um deles tem uma entrada em arco e janelas em arco. Grande parte da terra ao redor foi convertida em florestas e o restante está sendo usado por agricultores israelenses".